# Fusillade à l'université d'Aarhus
 (avril 2023).
Le mardi 5 avril 1994, Flemming Nielsen, un Danois de 35 ans, originaire de Silkeborg, a tiré sur quatre étudiantes, tuant deux d'entre elles, à l'université d'Aarhus au Danemark. Nielsen était un ancien étudiant de l'université depuis 1986. Il a ouvert le feu avec un fusil à canon scié dans une cafétéria universitaire où il a tué sa première victime, Birgit Bohn Wolfsen, 24 ans. Les étudiants restants dans la salle ont réussi à s'échapper. Ensuite, Nielsen s'est rendu dans une autre cafétéria et a de nouveau ouvert le feu, tuant sa deuxième victime, Randi Thode Kristensen, 27 ans. Deux autres personnes ont été blessées mais ont survécu,.
Flemming Nielsen s'est ensuite retiré dans une salle de bain du sous-sol où il s'est suicidé par balle. L'autopsie a révélé qu'il avait pris un antidépresseur et psychotrope avant l'incident, et la police a trouvé une lettre de suicide à son domicile, indiquant qu'il « ne pouvait plus supporter la vie » et qu'il voulait tuer des personnes avant de mettre fin à ses jours. C'est la seule fusillade dans une école qui s'est produite au Danemark.